# 俄罗斯山 (加利福尼亚州)
俄罗斯山（英語：Russian Hill）是美国加利福尼亚州旧金山的一个街区，也是旧金山的44座山丘和最初的7座山丘之一。

## 位置
俄罗斯山位于高度富裕的诺布山正北方（稍下坡），渔人码头以南（上坡），北滩街区以西。俄罗斯山的西侧毗邻太平洋高地（Pacific Heights）、Cow Hollow, 和滨海区（Marina District）。
从俄罗斯山下坡向北，是吉拉尔代利广场（Ghirardelli Square），它坐落在旧金山湾海滨，水上公园（Aquatic Park）和渔人码头，是一个非常受欢迎的旅游区。从伦巴底街转弯向下，穿过哥伦布大道（Columbus Avenue）向东，是北滩街区。下山向西，经过 Van Ness Avenue, 是Cow Hollow和滨海区。

## 历史
这个街区的名称可追溯到淘金潮时期，当时在山顶发现了一个小型的俄罗斯墓地。那些尸体可能是属于俄罗斯皮货商和来自旧金山以北不远的俄罗斯哨所罗斯堡（Fort Ross）的水手。墓地已不存在，但是名称一直持续到今天。俄罗斯山并没有明显的俄罗斯社区，旧金山的俄罗斯社区主要是位于列治文区（Richmond District）。 
在20世纪初，住在巴列霍街的肖像画家玛丽·柯蒂斯·理查森夫人，她的画作母亲和孩子在1915年巴拿马太平洋国际博览会期间被复制在明信片一百万次。 

## 特点
俄罗斯山与周围的街区一样，是最富裕的街区之一，有大量的雅皮士，新兴的华人居民也从东面附近的唐人街慢慢地蔓延进入该区。
俄罗斯山最著名的是单向通行的伦巴底街，俄罗斯山上，海德街（Hyde Street）和莱文沃思街（Leavenworth Street）之间的一段，这段路有8个急转弯，号称“世界上最曲折的街道”虽然不在旧金山。该设计，首先由业主卡尔亨利于1922年提议，以减少对大多数车辆而言过于陡峭的坡度。这是世界上最有名的旅游景点之一，经常挤满了游客。
俄罗斯山山顶瓦列霍街（Vallejo Street）的小公园有一块小牌匾，是俄国政府用来纪念原俄罗斯墓地。 
从俄罗斯山山顶向几个方向眺望旧金山湾区景色，可以看到旧金山-奥克兰海湾大桥、马林县、金门大桥和恶魔岛。俄罗斯山拥有著名的旧金山艺术学院（San Francisco Art Institute），座落在琼斯街（Jones Street）和莱文沃思街（Leavenworth Street）之间的栗树街（Chestnut Street）上。
由于山势陡峭，许多街道，瓦列霍街（Vallejo street）和格林街（Green street）的一段是台阶。俄罗斯山另一个著名的特点是有许多行人专用的小径，例如Macondray Lane和法伦Fallon Place，都拥有美丽的风景。

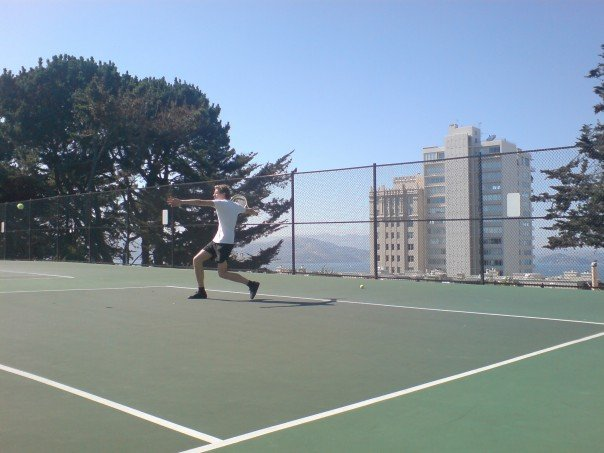
爱丽丝大理石网球场

爱丽丝大理石网球场是这个富裕街区顶部的4个硬地网球场地。从这里可以眺望海湾和和北滩，但是在有风的日子不适合打网球。毗邻网球场是一个篮球场。旧金山缆车鲍威尔海德线在附近停靠。
该地区的著名的居民包括市长加文·纽森，阿拉斯加航空261号班机空难受害者、电台节目主持人辛西娅奥蒂，和布莱恩·博伊塔诺。